# 真壁郡
- 令制国一覧 > 東海道 > 常陸国 > 真壁郡
- 日本 > 関東地方 > 茨城県 > 真壁郡

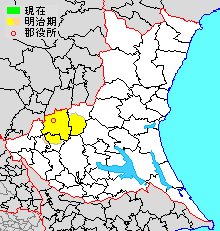
茨城県真壁郡の範囲（薄黄：後に他郡に編入された区域）

真壁郡（まかべぐん）は、茨城県（常陸国）にあった郡。

## 郡域
1878年（明治11年）に行政区画として発足した当時の郡域は、下記の区域にあたる。
- 筑西市の全域
- 下妻市の一部（概ね小貝川以西かつ比毛、堀籠、下妻各町、長塚以北）
- 桜川市の一部（東飯田、大曽根、本木、青木、高森、大国玉以南）
- 結城郡八千代町の一部（久下田・高崎・大渡戸・小屋・袋・坪井・新井・野爪・八町・大里）

## 歴史
律令制下では常陸国に属した。7世紀後半に新治郡（近世以降の新治郡とは別で、筑波山の北西側を領域とした）の南部が分立したとされる。当初は「白壁郡」と称したが、8世紀末の延暦年間に先代の天皇であった光仁天皇の諱である「白壁」を避けて「真壁郡」と改称された（避諱）と考えられている。『和名抄』には、神代、真壁、長貫、伴部、大苑、大村、伊讃の7郷が記されている。
1594年（文禄3年）に実施された太閤検地の際に行われた常陸国全域にわたる郡の再編で、細分化されていた周辺の郡や荘を合わせ、近世から明治以降まで続く真壁郡が成立したが、その領域は古代の真壁郡（白壁郡）よりも広く、古代の新治郡西部や筑波郡の一部にも及ぶ。

### 近代以降の沿革
- 「旧高旧領取調帳」に記載されている明治初年時点での支配は以下の通り。●は村内に寺社領が、○は寺社除地[1]が存在。幕府領は安藤伝蔵支配所・山内源七郎支配所・福田所左衛門支配所が管轄[2]。（6町249村）

| 知行         | 知行                                   | 村数     | 村名 |
| ------------ | -------------------------------------- | -------- | --- |
| 幕府領       | 幕府領（安藤）                         | 2町 23村 | 大塚新田、栗崎村新田、川連村、●○茂田村、●寺上野村、福岡新田、上新田村、下新田村、忠左衛門新田、○中新田村、砂沼新田、平沼新田、大木新田、坂本新田、福田新田、●尻手村、○袋村、小屋村、中村新田、●関本下町、○関本中町、犬塚新田、九蔵新田村、塚原村、奥田新田村 |
| 幕府領       | 幕府領（山内）                         | 1村      | 棹ヶ島村 |
| 幕府領       | 旗本領                                 | 73村     | 西蓮沼村、●東蓮沼村、細田村、柳村、谷永島村、上星谷村、●八幡村、下星谷村、下郷谷村、大島村、○知行村、○清水村、○青木村、●金敷村、○上西郷谷村、●細柴村、東宮後村、勝宮村、●○西宮後村、道法内村、吉田村、●○深見村、上川中子村、●有田村、●海老ヶ島村、○若柳村、●宮山村、○大串村、●○北大宝村、○平川戸村、●坂井村、○筑波島村、下木戸村、柴村、●○桐ヶ瀬村、坪井村、●○新井村、関本肥土村、犬塚村、舟生村、布川村、下川島村、女方村、中野殿村、飯田村、玉戸村、嘉家佐和村、辻村、下野殿村、野田村、●五所宮村、小塙村、○山崎村、子思儀村、盛添島村、●八町村、笹塚村、林村、谷部村、西山田村、栗島村、島村、●成田村、直井村、高島村、国府田村、落合村、●下高田村、北大関村、●南大関村、井出村分郷・大関村、八田村、川澄稲荷宿村 |
| 幕府領       | 幕府領（安藤）・旗本領                 | 53村     | ●横塚村、●門井村、●井出蛯沢村、●○大国玉村、高森村、○久地楽村、荻島村、●徳永村、●源法寺村、猫島村、●下谷貝村、●上谷貝村、○桑山村、●吉間村、大塚村、●竹垣村、●田宿村、●○松原村、●○鍋山村、●○内淀村、徳持村、●古内村、●大林村、●倉持村、●中根村、●○山王堂村、●築地村、●海老江村、●○東保末村、●鷺島村、高津村、●成井村、○中上野村、●赤浜村、向上野村、●○東石田村、●押尾村、○稲荷新田、○梶内村、西保末村、○上野村、○赤須村、●○半谷村、○黒駒村、●野爪村、○伊佐山村、○藤ヶ谷村、○関館村、花田村、板橋村、西方村、西石田村、上中山村 |
| 幕府領       | 幕府領（山内）・旗本領                 | 4村      | ●蓬田村、●大宝村、●下平塚村、上平塚村 |
| 幕府領       | 幕府領（福田）・旗本領                 | 1村      | ●○江村 |
| 藩領         | 常陸下館藩                             | 1町 27村 | 下館城下、西榎生村、二木成村、西方町村、下岡崎村、●田中村、●下西郷谷村、菅谷村、外塚村、西谷貝村、石原田村、西大島村、谷中村、灰塚村、石塔村、泉村、折本村、口戸村、○神分村、●○樋口村、●中舘村、●岡芹村、蕨村、下中山村、稲野辺村、小林村、●蒔田村、市野辺村 |
| 藩領         | 常陸笠間藩                             | 24村     | 井出村、海老沢村、●○本木村、○大曽根村、○阿部田村、●○羽田村、●○桜井村、○白井村、●○長岡村、○下小幡村、●上小幡村、●○東飯田村、○西飯田村、原方村、●○亀熊村、●○町屋村、○飯塚村、●○田村、伊佐々村、●○羽鳥村、○古城村、●○南椎尾村、●○山尾村、東矢貝村 |
| 藩領         | 常陸下妻藩                             | 6村      | ●○北椎尾村、●酒寄村、○城廻村、西当郷村、●南当郷村、●東当郷村 |
| 藩領         | 下総結城藩                             | 3町 2村  | ○大渡戸村、●関本上町、関本分中町、関本上中町、●○船玉村 |
| 藩領         | 下総佐倉藩                             | 3村      | 大木村、●○高崎村、久下田村 |
| 藩領         | 山城淀藩                               | 1村      | ●堀篭村 |
| 藩領         | 丹後峰山藩                             | 2村      | 比毛村、○渋井村 |
| 藩領         | 下館藩・下妻藩                         | 1村      | ○長塚村 |
| 幕府領・藩領 | 幕府領（安藤）・下館藩                 | 2村      | 東榎生村、飯島村 |
| 幕府領・藩領 | 幕府領（安藤）・結城藩                 | 1村      | ○大里村 |
| 幕府領・藩領 | 幕府領（安藤）・淀藩                   | 1村      | 上野殿村 |
| 幕府領・藩領 | 幕府領（安藤）・旗本領・下妻藩         | 2村      | ○木戸村、下川中子村 |
| 幕府領・藩領 | 幕府領（安藤）・旗本領・結城藩         | 2村      | ●古郡村、羽方村 |
| 幕府領・藩領 | 幕府領（安藤）・旗本領・下妻藩         | 1村      | 前河原村 |
| 幕府領・藩領 | 幕府領（安藤）・旗本領・淀藩           | 1村      | ●井上村 |
| 幕府領・藩領 | 幕府領（安藤）・旗本領・出羽長瀞藩     | 1村      | 横島村 |
| 幕府領・藩領 | 幕府領（山内）・旗本領・結城藩         | 1村      | 大谷村 |
| 幕府領・藩領 | 幕府領（山内）・旗本領・淀藩           | 1村      | ●東山田村 |
| 幕府領・藩領 | 幕府領（山内）・旗本領・下館藩・結城藩 | 1村      | 小川村 |
| 幕府領・藩領 | 幕府領（山内）・旗本領・下館藩・淀藩   | 1村      | ○下江連村 |
| 幕府領・藩領 | 旗本領・淀藩                           | 5村      | ●数須村、○横根村、○平方村、野村、筑瀬村 |
| 幕府領・藩領 | 旗本領・笠間藩                         | 2村      | ●○高久村、塙世村 |
| 幕府領・藩領 | 旗本領・結城藩                         | 1村      | 向川澄村 |
| 幕府領・藩領 | 旗本領・峰山藩                         | 1村      | ●小栗村 |
| 幕府領・藩領 | 旗本領・長瀞藩                         | 1村      | ●川澄村 |
| その他       | 寺社領                                 | 3村      | 黒子村、柴山村、金丸村 |

- 慶応4年6月27日（1868年8月15日） - 幕府領・旗本領が常陸知県事の管轄となる。
- 明治2年
  - 2月9日（1869年3月21日） - 常陸知県事の管轄地域が若森県の管轄となる。
  - 11月1日（1869年12月3日） - 出羽長瀞藩が藩庁を移転して上総大網藩となる。
- 明治4年
  - 2月17日（1871年4月6日） - 上総大網藩が藩庁を移転して常陸龍崎藩となる。
  - 領地替えにより、若森県の管轄地域のうち、下平塚村および玉戸村の一部が下館藩、塙世村の一部が笠間藩、下川中子村の一部が下妻藩、伊佐山村および下江連村の一部が結城藩、横根村・上中山村の各一部が淀藩、小栗村・柴村の各一部が峰山藩の管轄となる。
  - 領地替えにより、結城藩領のうち関本分中町・関本上中町・船玉村が若森県の管轄となる。
  - 7月14日（1871年8月29日） - 廃藩置県により藩領が下館県、下妻県、笠間県、龍崎県、結城県、佐倉県、淀県、峰山県の管轄となる。
  - 11月2日（1871年12月13日） - 第1次府県統合により、峰山県の管轄地域が豊岡県の管轄となる。
  - 11月14日（1871年12月25日） - 第1次府県統合により、全域が茨城県の管轄となる。
  - このころ「井出村分郷・大関村」が南大関村・北大関村のいずれかに合併。（6町248村）
- 1874年（明治7年） - このころまでに川澄稲荷宿村が川澄村に合併。（6町247村）
- 1876年（明治9年）（6町242村）
  - 上野殿村が中野殿村を合併のうえ改称して野殿村となる。
  - 犬塚新田が犬塚村に、海老沢村・井出村が井出蛯沢村に、西飯田村が東飯田村にそれぞれ合併。
- 1878年（明治11年）（6町235村）
  - 12月2日 - 郡区町村編制法の茨城県での施行により、行政区画としての真壁郡が発足。郡役所が下館城下に設置。
  - 西蓮沼村・東蓮沼村が合併して蓮沼村となる。
  - 南大関村・北大関村が合併して大関村となる。
  - 荻島村・徳永村が合併して三郷村となる。
  - 南椎尾村・北椎尾村が合併して椎尾村となる。
  - このころ東宮後村・勝宮村・西宮後村・道法内村が合併して宮後村となる。
- 1881年（明治14年） - 町屋村が改称して真壁町となる。（7町234村）
- 1882年（明治15年）（8町228村）
  - 城廻村・西当郷村・南当郷村・東当郷村が合併のうえ下妻陣屋の区域を編入して下妻町となる。
  - 田中村・下西郷谷村が下館城下に合併。
- 1885年（明治18年） - 奥田新田村が改称して奥田村となる。

### 町村制以降の沿革

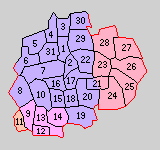
1.竹島村 2.養蚕村 3.河間村 4.中村 5.五所村 6.伊讃村 7.大田村 8.関本町 9.上妻村 10.河内村 11.川西村 12.下妻町 13.大宝村 14.騰波ノ江村 15.黒子村 16.嘉田生崎村 17.村田村 18.鳥羽村 19.上野村 20.大村 21.長讃村 22.古里村 23.谷貝村 24.紫尾村 25.真壁町 26.樺穂村 27.雨引村 28.大国村 29.新治村 30.小栗村 31.下館町（桃：下妻市 紫：筑西市 赤：桜川市 橙：結城郡八千代町）

- 1889年（明治22年）4月1日 - 町村制の施行により、下記の町村が発足[16]。特記以外は現・筑西市。栗崎村新田が桑山村に合併。（4町27村）
  - 竹島村 ← 稲野辺村、小林村、川澄村、高島村、横島村、市野辺村、金丸村、直井村
  - 養蚕村 ← 蕨村、成田村、島村、塚原村、上川中子村、下中山村、川連村、茂田村、深見村、徳持村、大塚村
  - 河間村 ← 羽方村、国府田村、上中山村、蒔田村、落合村、大関村、八田村、下高田村、奥田村、野村
  - 中村 ← 中館村、谷部村、林村、石塔村、泉村、口戸村、樋口村、折本村、柴山村、筑瀬村
  - 五所村 ← 五所宮村、盛添島村、子思議村、小塙村、山崎村、棹ヶ島村、下江連村、西山田村、上平塚村、大谷村、灰塚村
  - 伊讃村 ← 菅谷村、飯島村、外塚村、西谷貝村、神分村、西大島村、石原田村、笹塚村、小川村、下平塚村、栗島村、岡芹村、谷中村、伊佐山村、下川島村、女方村、九蔵新田村
  - 大田村 ← 二木成村、野殿村、下野殿村、玉戸村、西方村、西方町村、布川村
  - 関本町 ← 関本分中町、関本上中町、関本上町、関本中町、関本下町、関本肥土村、船玉村、上野村
  - 上妻村 ← 黒駒村、江村、平方村、尻手村、柴村、大木村、渋井村、半谷村、赤須村、桐ヶ瀬村、前河原村、長塚村（現・下妻市）
  - 河内村 ← 板橋村、花田村、関館村、藤ヶ谷村、犬塚村、舟生村
  - 川西村 ← 久下田村、高崎村、大渡戸村、小屋村、袋村、坪井村、新井村、野爪村、八町村、大里村（現・結城郡八千代町）
  - 下妻町 ← 下妻町、砂沼新田、坂本新田、大木新田（現・下妻市）
  - 大宝村 ← 大宝村、北大宝村、下木戸村、横根村、平川戸村、比毛村、堀籠村、大串村、坂井村、福田新田、平沼新田（現・下妻市）
  - 騰波ノ江村 ← 若柳村、上新田村、数須村、中新田村、下新田村、忠左衛門新田、筑波島村（現・下妻市）
  - 黒子村 ← 黒子村、木戸村、梶内村、西保末村、辻村、井上村、中村新田、稲荷新田
  - 嘉田生崎村 ← 嘉家佐和村、飯田村、西石田村、野田村、東榎生村、西榎生村、下岡崎村
  - 村田村 ← 吉間村、吉田村、竹垣村、古内村、大林村、下川中子村、内淀村、鍋山村、新井新田[17]
  - 鳥羽村 ← 鷺島村、海老江村、東保末村、築地村、高津村、成井村
  - 上野村 ← 中上野村、赤浜村、向上野村、福岡新田、東石田村、寺上野村
  - 大村 ← 海老ヶ島村、有田村、中根村、山王堂村、倉持村、田宿村、松原村
  - 長讃村 ← 宮後村、上西郷谷村、押尾村、宮山村、猫島村（現・筑西市）、源法寺村（現・桜川市）
  - 古里村 ← 知行村、桑山村、大島村、谷永島村、下郷谷村、上星谷村、下星谷村、清水村、細田村、柳村、八幡村
  - 谷貝村 ← 下谷貝村、上谷貝村、東谷貝村、細柴村、大塚新田（現・桜川市）
  - 紫尾村 ← 椎尾村、羽鳥村、東山田村、酒寄村（現・桜川市）
  - 真壁町 ← 真壁町、山尾村、古城村、飯塚村、田村、伊佐々村、亀熊村、塙世村（現・桜川市）
  - 樺穂村 ← 長岡村、原方村、白井村、桜井村、上小幡村、下小幡村（現・桜川市）
  - 雨引村 ← 本木村、阿部田村、大曽根村、東飯田村、羽田村（現・桜川市）
  - 大国村 ← 大国玉村、高久村、青木村、高森村、金敷村（現・桜川市）
  - 新治村 ← 門井村、井出蛯沢村、横塚村、向川澄村、蓮沼村、久地楽村、三郷村、古郡村
  - 小栗村 ← 小栗村、蓬田村
  - 下館町（下館城下が単独町制）
- 1896年（明治29年）7月1日 - 郡制を施行。
- 1923年（大正12年）4月1日 - 郡会が廃止。郡役所は存続。
- 1926年（大正15年）7月1日 - 郡役所が廃止。以降は地域区分名称となる。
- 1951年（昭和26年）4月1日 - 下館町・伊讃村が合併し、改めて下館町が発足。（4町26村）
- 1954年（昭和29年）
  - 1月1日 - 大村が改称、即日町制施行して大村町となる。（5町25村）
  - 1月22日 - 雨引村・大国村が合併して大和村が発足。（5町24村）
  - 2月1日 - 竹島村・養蚕村が下館町に編入。（5町22村）
  - 3月15日 - 下館町が五所村・中村・河間村・大田村・嘉田生崎村を編入のうえ即日市制施行して下館市となり、郡より離脱。（4町16村）
  - 4月1日 - 大宝村・騰波ノ江村が下妻町に編入。（4町15村）
  - 6月1日 - 下妻町が上妻村・結城郡総上村・豊加美村・筑波郡高道祖村を編入のうえ即日市制施行して下妻市となり、郡より離脱。（3町14村）
  - 11月2日 - 長讃村が分割し、一部（源法寺）が真壁町、残部（宮後・上西郷谷・押尾・宮山・猫島）が大村町に編入。（3町13村）
  - 11月3日 - 大村町・上野村・鳥羽村・村田村が合併して明野町が発足。（3町10村）
  - 12月1日（3町5村）
    - 小栗村・新治村・古里村が合併して協和村が発足。
    - 真壁町・紫尾村・谷貝村・樺穂村が合併し、改めて真壁町が発足。
- 1955年（昭和30年）1月1日 - 川西村が結城郡西豊田村・中結城村・安静村・下結城村と合併して結城郡八千代村が発足し、郡より離脱。（3町4村）
- 1956年（昭和31年）8月1日 - 関本町・河内村・黒子村が合併して関城町が発足。（3町2村）
- 1964年（昭和39年）12月1日 - 協和村が町制施行して協和町となる。（4町1村）
- 2005年（平成17年）
  - 3月28日 - 関城町・明野町・協和町が下館市と合併して筑西市が発足し、郡より離脱。（1町1村）
  - 10月1日 - 真壁町・大和村が西茨城郡岩瀬町と合併して桜川市が発足。同日真壁郡消滅。

### 変遷表
| 明治22年4月1日 | 明治22年 - 昭和19年 | 昭和20年 - 昭和29年               | 昭和20年 - 昭和29年              | 昭和30年 - 昭和35年                  | 昭和30年 - 昭和35年                  | 昭和35年 - 昭和64年 | 平成1年 - 現在               | 現在            |
| -------------- | ------------------- | --------------------------------- | -------------------------------- | ------------------------------------ | ------------------------------------ | ------------------- | ---------------------------- | --------------- |
| 下館町         | 下館町              | 昭和26年4月1日 下館町             | 昭和29年3月15日 市制             | 下館市                               | 下館市                               | 下館市              | 平成17年3月28日 筑西市       | 筑西市          |
| 伊讃村         | 伊讃村              | 昭和26年4月1日 下館町             | 昭和29年3月15日 市制             | 下館市                               | 下館市                               | 下館市              | 平成17年3月28日 筑西市       | 筑西市          |
| 竹島村         | 竹島村              | 昭和29年2月1日 下館町に編入       | 昭和29年3月15日 市制             | 下館市                               | 下館市                               | 下館市              | 平成17年3月28日 筑西市       | 筑西市          |
| 養蚕村         | 養蚕村              | 昭和29年2月1日 下館町に編入       | 昭和29年3月15日 市制             | 下館市                               | 下館市                               | 下館市              | 平成17年3月28日 筑西市       | 筑西市          |
| 五所村         | 五所村              | 昭和29年3月15日 下館町に編入 市制 | 昭和29年3月15日 市制             | 下館市                               | 下館市                               | 下館市              | 平成17年3月28日 筑西市       | 筑西市          |
| 中村           | 中村                | 昭和29年3月15日 下館町に編入 市制 | 昭和29年3月15日 市制             | 下館市                               | 下館市                               | 下館市              | 平成17年3月28日 筑西市       | 筑西市          |
| 河間村         | 河間村              | 昭和29年3月15日 下館町に編入 市制 | 昭和29年3月15日 市制             | 下館市                               | 下館市                               | 下館市              | 平成17年3月28日 筑西市       | 筑西市          |
| 大田村         | 大田村              | 昭和29年3月15日 下館町に編入 市制 | 昭和29年3月15日 市制             | 下館市                               | 下館市                               | 下館市              | 平成17年3月28日 筑西市       | 筑西市          |
| 嘉田生崎村     | 嘉田生崎村          | 昭和29年3月15日 下館町に編入 市制 | 昭和29年3月15日 市制             | 下館市                               | 下館市                               | 下館市              | 平成17年3月28日 筑西市       | 筑西市          |
| 小栗村         | 小栗村              | 昭和29年12月1日 協和村            | 昭和29年12月1日 協和村           | 昭和39年12月1日 町制                 | 昭和39年12月1日 町制                 | 協和町              | 平成17年3月28日 筑西市       | 筑西市          |
| 新治村         | 新治村              | 昭和29年12月1日 協和村            | 昭和29年12月1日 協和村           | 昭和39年12月1日 町制                 | 昭和39年12月1日 町制                 | 協和町              | 平成17年3月28日 筑西市       | 筑西市          |
| 古里村         | 古里村              | 昭和29年12月1日 協和村            | 昭和29年12月1日 協和村           | 昭和39年12月1日 町制                 | 昭和39年12月1日 町制                 | 協和町              | 平成17年3月28日 筑西市       | 筑西市          |
| 関本町         | 関本町              | 関本町                            | 関本町                           | 昭和31年8月1日 関城町                | 昭和31年8月1日 関城町                | 関城町              | 平成17年3月28日 筑西市       | 筑西市          |
| 河内村         | 河内村              | 河内村                            | 河内村                           | 昭和31年8月1日 関城町                | 昭和31年8月1日 関城町                | 関城町              | 平成17年3月28日 筑西市       | 筑西市          |
| 黒子村         | 黒子村              | 黒子村                            | 黒子村                           | 昭和31年8月1日 関城町                | 昭和31年8月1日 関城町                | 関城町              | 平成17年3月28日 筑西市       | 筑西市          |
| 村田村         | 村田村              | 村田村                            | 昭和29年11月13日 明野町          | 明野町                               | 明野町                               | 明野町              | 平成17年3月28日 筑西市       | 筑西市          |
| 上野村         | 上野村              | 上野村                            | 昭和29年11月13日 明野町          | 明野町                               | 明野町                               | 明野町              | 平成17年3月28日 筑西市       | 筑西市          |
| 鳥羽村         | 鳥羽村              | 鳥羽村                            | 昭和29年11月13日 明野町          | 明野町                               | 明野町                               | 明野町              | 平成17年3月28日 筑西市       | 筑西市          |
| 大村           | 大村                | 昭和29年1月1日 町制 大村町        | 昭和29年11月13日 明野町          | 明野町                               | 明野町                               | 明野町              | 平成17年3月28日 筑西市       | 筑西市          |
| 長讃村         | 長讃村              | 昭和29年11月2日 大村町に編入      | 昭和29年11月13日 明野町          | 明野町                               | 明野町                               | 明野町              | 平成17年3月28日 筑西市       | 筑西市          |
| 長讃村         | 長讃村              | 昭和29年11月2日 真壁町に編入      | 昭和29年12月1日 真壁町           | 真壁町                               | 真壁町                               | 真壁町              | 平成17年10月1日 桜川市の一部 | 桜川市          |
| 真壁町         | 真壁町              | 真壁町                            | 昭和29年12月1日 真壁町           | 真壁町                               | 真壁町                               | 真壁町              | 平成17年10月1日 桜川市の一部 | 桜川市          |
| 紫尾村         | 紫尾村              | 紫尾村                            | 昭和29年12月1日 真壁町           | 真壁町                               | 真壁町                               | 真壁町              | 平成17年10月1日 桜川市の一部 | 桜川市          |
| 谷貝村         | 谷貝村              | 谷貝村                            | 昭和29年12月1日 真壁町           | 真壁町                               | 真壁町                               | 真壁町              | 平成17年10月1日 桜川市の一部 | 桜川市          |
| 樺穂村         | 樺穂村              | 樺穂村                            | 昭和29年12月1日 真壁町           | 真壁町                               | 真壁町                               | 真壁町              | 平成17年10月1日 桜川市の一部 | 桜川市          |
| 雨引村         | 雨引村              | 昭和29年1月22日 大和村            | 昭和29年1月22日 大和村           | 大和村                               | 大和村                               | 大和村              | 平成17年10月1日 桜川市の一部 | 桜川市          |
| 大国村         | 大国村              | 昭和29年1月22日 大和村            | 昭和29年1月22日 大和村           | 大和村                               | 大和村                               | 大和村              | 平成17年10月1日 桜川市の一部 | 桜川市          |
| 川西村         | 川西村              | 川西村                            | 川西村                           | 昭和30年1月1日 結城郡 八千代村の一部 | 昭和30年1月1日 結城郡 八千代村の一部 | 昭和47年2月1日 町制 | 結城郡 八千代町              | 結城郡 八千代町 |
| 下妻町         | 下妻町              | 下妻町                            | 昭和29年6月1日 市制              | 下妻市                               | 下妻市                               | 下妻市              | 下妻市                       | 下妻市          |
| 大宝村         | 大宝村              | 昭和29年4月1日 下妻町に編入       | 昭和29年6月1日 市制              | 下妻市                               | 下妻市                               | 下妻市              | 下妻市                       | 下妻市          |
| 騰波ノ江村     | 騰波ノ江村          | 昭和29年4月1日 下妻町に編入       | 昭和29年6月1日 市制              | 下妻市                               | 下妻市                               | 下妻市              | 下妻市                       | 下妻市          |
| 上妻村         | 上妻村              | 上妻村                            | 昭和29年6月1日 下妻町に編入 市制 | 下妻市                               | 下妻市                               | 下妻市              | 下妻市                       | 下妻市          |

## 行政
歴代郡長
| 代 | 氏名 | 就任年月日                | 退任年月日                | 備考                   |
| -- | ---- | ------------------------- | ------------------------- | ---------------------- |
| 1  |      | 明治11年（1878年）12月2日 |                           |                        |
|    |      |                           | 大正15年（1926年）6月30日 | 郡役所廃止により、廃官 |